# Béluga du Saint-Laurent

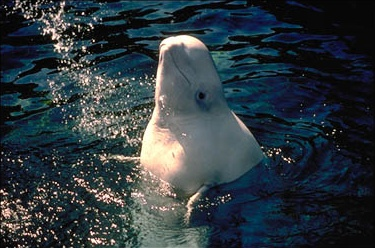
Béluga adulte

Les bélugas du fleuve Saint-Laurent sont une population de bélugas endémique à la province de Québec, isolée géographiquement des autres populations fréquentant les eaux de l'océan Arctique.
Cette population a vécu une pression de chasse importante jusqu'à l'adoption d'un moratoire en rapport à cette activité en 1979. Depuis le début du suivi de la population en 1980, le nombre d'individus rapporté annuellement stagne autour de 1500 à 2000 individus. Les raisons pour la situation précaire actuelle incluent la pollution anthropique telle l'utilisation passée de polluants organiques persistants (POP) avant leur bannissement comme les hydrocarbures aromatiques polycycliques (HAP) et les dichlorodiphényltrichloroéthanes (DDT), les pathogènes présents dans les eaux qu'ils fréquentent, la prolifération d'algues toxiques et autres dérangements causés par l'humain comme les perturbations sonores causées par les bateaux.

## Historique et démographie
Les données historiques en lien avec le début de la chasse au béluga proviennent de lettres écrites à la main décrivant cette pêche. Les lettres les plus anciennes ont été datées à l'aube des années 1750, où la popularité de la chasse a explosé,. Le taux de capture à ce temps a été estimé à environ une centaine de bélugas par piège installé et pouvait atteindre jusqu'à près de 1 000 individus par saison de chasse. De plus, la chasse sportive de cet animal était encouragée en offrant une compensation monétaire pour chaque queue de béluga rapportée. Cette pression de pêche était renforcée par la pensée populaire que les bélugas étaient une espèce nuisible puisqu'ils se nourrissaient de poissons convoités par la pêche commerciale. Considérant que cet animal est une espèce à reproduction lente, les abattages reliées à cette croyance ont contribué à engendrer un impact énorme sur leur démographie. Le premier rapport constatant le déclin inévitable fut publié en 1978, un an avant l'interdiction officielle de leur pêche. Ce rapport stipulait que le nombre de bélugas vivant dans l'estuaire du fleuve Saint-Laurent durant ses années oscillait entre 300 et 350 seulement. Ce déclin sera confirmé par une deuxième étude réalisée en 1982. En réponse aux résultats du premier rapport, en 1979, le Gouvernement du Canada agrandit l'aire protégée du béluga afin d'inclure la population de l'estuaire du Saint-Laurent, puis, à la suite du deuxième rapport, en 1983, lui donna officiellement le titre d'espèce menacée. En 1988, un troisième rapport subséquent confirma la stagnation du nombre d'individus au cours des dix années suivant le premier rapport.

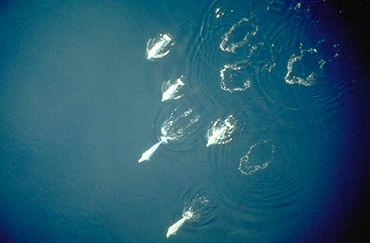
Photo aérienne servant à dénombrer les individus d'une population

Suivant le changement de statut, de nombreux efforts de recensement,,,,, furent déployés afin de surveiller la fluctuation démographique subséquente aux mesures de protection contre la chasse mises en place par le Gouvernement du Canada. Malgré ceux-ci, le nombre de bélugas a continué de stagner entre 1980 et 1995, signifiant que la chasse intensive n'était pas le seul facteur contribuant au déclin de cette espèce. Dans les années 1980, les polluants organiques persistants (POPs), en particulier le DDT et les biphényles polychlorés (BPCs), furent rapidement soupçonnés après avoir été découvert en quantités énormes dans les carcasses des bélugas, surtout chez les juvéniles,. De nombreuses études,,, confirmèrent la relation entre le déclin de la population et ces polluants par la suite. Malgré ces découvertes alarmantes, les POPs ne seront bannis qu'en mai 2004 à la suite de l'adoption de la convention de Stockholm sur les polluants organiques persistants.
En date de 2012, on estime le nombre d'individus à 889, ce qui est une légère augmentation en contraste aux analyses entre 1973-1995, dans lesquelles on mentionnait entre 300-700 individus. Cependant, le taux de croissance normal pour une population de béluga en santé devrait se situer entre 2.5% et 4%, alors que les valeurs mentionnées précédemment constituent un taux de croissance de moins de 1%. De plus, la démographie de la population actuelle n'est pas soutenable et risque de provoquer une chute de population encore plus importante dans les prochaines années si aucune action n'est entreprise, puisque le taux de juvéniles est trop faible pour assurer un renouvellement de la population.
Entre les années 1940 et 1980, le nombre de bélugas du Saint-Laurent a drastiquement diminué, passant d'environ 8 000 individus, à moins de 1 000. Malgré les efforts de conservation et le moratoire sur la pêche de cet animal adopté par le Gouvernement du Canada en 1979, le groupe de baleine blanche stagne aux alentours de 700-900 individus depuis. L'objectif à long terme, visant un rétablissement d'au moins 70 % de la quantité de bélugas pré-pêcheries, demeure bien loin d'être atteint. Les causes expliquant le déclin si important sont nombreuses.

Aire de répartition :  actuelle (2010) /  étendue historique (1930)
Aire de répartition principale  actuelle (2010) /  étendue historique (1930)

## Polluants organiques persistants
La présence de polluants organiques persistants (POPs) en quantités anormalement élevées dans les tissus adipeux des bélugas habitant dans l'estuaire du Saint-Laurent est sans doute l'une des causes les plus importantes du déclin,. Leurs niveaux de mercure, biphényles polychlorés (BPCs) et DDT, tous considérés POPs, ont tous été établis à largement supérieurs à ceux que l'on retrouve dans les tissus des autres bélugas vivant dans l'océan Arctique,.
Les POPs, avant leur interdiction d'utilisation en 2004, se sont accumulés dans l'environnement à la suite de la combustion de certains composés nécessaires à la synthèse de produits chimiques, à l'utilisation de produits chimiques considérés POPs dans l'industrie agroalimentaire (par exemple, le DDT, un pesticide efficace mais néfaste pour l'environnement) et à la suite de leur synthèse dans la production industrielle en tant que sous-produit,. Ils appartiennent à la catégorie de molécules hydrophobes et lipophiles. Or, une molécule hydrophobe lipophile en milieu marin se stockera préférentiellement dans le corps des organismes, plus spécifiquement dans leurs tissus adipeux, ce qui explique leur accumulation dans le corps des mammifères marins. De plus, le métabolisme des bélugas est très lent, ce qui signifie que le taux d'élimination métabolique des substances nocives comme les POPs s'en retrouve également réduit, ce qui les prédispose à accumuler de plus en plus de substances toxiques dans leurs tissus. Couplé au fait que les bélugas sont au sommet d'un réseau trophique où les proies absorbent également des POPs, il est facile pour eux d'accumuler rapidement des niveaux de POPs hautement toxiques dans leurs tissus.
Tel qu'attendu, les carcasses de bélugas qui ont été examinées démontraient une valeur atypiquement élevée de POPs reliés aux zones industrialisées et fortement peuplées du bord du fleuve Saint-Laurent. Largement documentés comme des composés chimiques toxiques ayant des conséquences néfastes sur les organismes, les POPs pourraient affecter la longévité et la survie des bélugas de plusieurs façons.

### Effets sur le système reproductif
Les polluants environnementaux en général possèdent souvent des effets néfastes sur la capacité à se reproduire. Chez les animaux marins, la corrélation entre une eau chargée de polluants et la défaillance reproductive a été établie entre autres chez les phoques qui souffraient de sténose utérine lorsque la concentration de BPCs dans l'eau dépassait un certain seuil,. Les POPs sont aussi connus pour causer, chez les organismes marins, des naissances prématurées, un niveau de testostérone hors normes et une progéniture moins nombreuse en raison du dysfonctionnement de l'appareil reproducteur des femelles. Dans l'optique du béluga du Saint-Laurent, de telles répercussions sont soupçonnées puisque la démographie de la population est anormale (peu de juvéniles et peu de femelles gravides) et qu'il n'y a pas eu de croissance importante en termes du nombre d'individus depuis plusieurs dizaines d'années,. L'observation de l'utérus des carcasses des femelles bélugas laissent croire que l'activité ovarienne est moindre chez les bélugas du Saint-Laurent que ceux dans l'océan Arctique.

### Effets verticaux
Les bélugas femelles possèdent en moyenne la plus faible concentration de POPs, et les juvéniles, la plus élevée, ce qui sous-entend un transfert vertical de polluants de la mère à sa progéniture par l'entremise du lait maternel,. Les juvéniles représentent le groupe d'âge avec le plus faible taux de survie puisque leur sensibilité aux polluants est accrue comparé aux adultes.

### Tumeurs
La prévalence des tumeurs au sein de cette population est énorme : sur 21 carcasses recensées entre 1988 et 1990, 12 d'entre elles exprimaient une ou plusieurs tumeurs. Certaines étaient inoffensives alors que d'autres non, contribuant probablement à la mort prématurée de l'individu en question. Les tumeurs ne sont pas courantes chez les animaux marins : parmi la famille des cétacés, seulement 75 cas ont été répertoriés jusqu'à présent et 28 de ces 75 cas (37%) proviennent de la population de bélugas du Saint-Laurent. Certains POPs comme les BPCs, retrouvés en grande quantité dans le fleuve, sont reconnus comme inducteurs de tumeurs. D'autres contaminants, tel le benzo[a]pyrène, un agent mutagène et cancérogène appartenant à la famille des hydrocarbures aromatiques polycycliques (HAPs), agissent en tant qu'initiateur dans les cellules, c'est-à-dire qu'il les prédisposent à devenir cancéreuses.

### Baisse de l'efficacité du système immunitaire
Certains POPs, notamment les BPCs, ont un pouvoir immunosuppresseur puissant. Ils peuvent induire une atrophie thymique (un organe critique dans la fabrication de cellules immunitaires T), réduire l'efficacité du système immunitaire, diminuer la production d'anticorps et sont associés à une baisse de lymphocytes dans le système lymphatique. Tous ces facteurs diminuent la capacité de l'organisme à résister naturellement aux pathogènes : le risque d'infection virale est donc grandement augmenté. Une expérience menée sur les phoques où un groupe était nourri avec des poissons contaminés aux POPs et l'autre était nourri avec des poissons en santé a démontré une suppression immunitaire chez le groupe ingérant la variété contaminée. Ces résultats suggèrent que l'immunosuppression apparente chez le béluga provient de la bioaccumulation de POPs dans leur système. Ceci expliquerait la fréquence élevée d'infections reliées à des pathogènes moyennement virulents retrouvée chez les bélugas du Saint-Laurent. Notamment, le virus Herpes simplex a été retrouvé ainsi qu'un virus provoquant une infection ressemblant à la dermatite.

### Dysfonctionnement de laglande thyroïde
La glande thyroïde est la glande principale régulant les système hormonaux. Le dérèglement de celle-ci causé par une présence anormalement élevée de BPCs dans l'environnement entraîne des niveaux exceptionnellement bas d'hormones dans l'organisme (dépression de la glande et donc baisse de production d'hormones lorsqu'exposé aux BPCs à long terme) ainsi que des changements morphologiques de cette glande (apparition de micro-lésions qui pourraient compromettre son fonctionnement). Des lésions atypiques de la glande thyroïde ont été rapportées chez la faune résidant au sein du fleuve Saint-Laurent, indiquant une contamination importante aux BPCs. Cependant, il est difficile de confirmer ou d'infirmer l'impact des BPCs sur l'expression de la glande thyroïde chez les bélugas en particulier, puisqu'il existe de la variation saisonnière au niveau de la morphologie de cette glande chez cette espèce.

### Dysfonctionnement de laglande surrénale
Des excroissances anormales de la glande surrénale ont été répertoriées chez les organismes marins exposés à de hautes quantités de POPs, notamment chez les phoques vivant dans un environnement contaminé aux BPCs. Des 24 carcasses de béluga examinées entre 1988 et 1900, cinq exprimaient des nodules (excroissances) sur cette glandes et sept, des kystes. Une incidence aussi élevée de tels problèmes est anormale, considérant que ce genre de lésions n'a jamais été retrouvé chez les animaux domestiques. Le développement de telles structures serait associé à de hauts niveaux de DDT environnant et altérerait le fonctionnement normal de la glande.

## Impacts du transport maritime
Le fleuve Saint-Laurent est un attrait touristique populaire et une voie navigable régulièrement empruntée par les navires commerciaux. Chaque année, des milliers d'excursions pour l'observation de baleines sont organisées afin de pallier la demande touristique, en plus des 7 000 passages annuels des navires commerciaux de grande envergure. Bien que le problème de collisions entre les bateaux et les bélugas est évident et bien répertorié, les impacts négatifs que ces activités ne se limitent pas à la mortalité directe. Un trafic maritime important est associé à de hauts niveaux de stress chez le bélugas, qui peut se manifester de plusieurs façons: une réduction de fréquence d'allaitement des juvéniles, une dissociation du groupe familial, des retours à la surface moins fréquents, un évitement des endroits propices à contenir une quantité importante de proies s'il y a présence de bateaux et un dispersement du groupe anormalement rapide. Plus les navires sont nombreux, plus ces réactions sont observées et donc plus le niveau de stress associé est élevé.
Depuis 2013, le Marine Mammal Working Group, fondé spécialement pour cette recherche, a érigé une carte visant à réduire la vitesse et l'achalandage des navires dans certaines zones sensibles et critiques pour le béluga du Saint-Laurent et autres mammifères marins. Comme il a été déterminé que le nombre de collisions entre les bateaux et les baleines augmente en fonction de la vitesse de croisière du bateau, la carte indique les zones à naviguer avec prudence, les zones où la réduction de vitesse est importante et les zones à éviter. Dans la zone de prudence, aucune réduction de vitesse n'est indiquée puisque ces endroits ne sont pas la zone primordiale pour les mammifères marins, mais ils peuvent y être présent; la navigation avec prudence y est donc conseillée. Les zones où la réduction de vitesse à 10 nœuds ou moins est recommandée sont des zones ayant été répertoriées comme une aire importante d'alimentation pour les baleines. Finalement, les zones à éviter représentent les endroits fréquentés par les baleines bleues, une espèce considérée menacée par la liste rouge de l'UICN. Quatre ans après l'implantation de ces mesures, la prévalence des collisions entre navires et mammifères marins avait diminué de 40 % entre les mois de mai et octobre (les mois les plus achalandés en termes de trafic maritime), prouvant l'efficacité de ce nouveau programme,.
Cependant, les mortalités directes et les dérangements ne sont pas les seuls maux causés par le passage des embarcations. Différentes études rapportent des réactions anormales de mammifères marins provoquées par l'étouffement de leur communication et orientation par écholocalisation, entrainé par le bruit des provenant de navires. Plusieurs comportements résultant de ce manque de communication auraient des répercussions sur l'organisme et pourraient mettre en péril sa survie. Par exemple, le bruit incessant des embarcations occasionnerait des altérations au niveau des échanges vocaux entre les individus, ce qui pourrait nuire à leur capacité à trouver de la nourriture et socialiser, ou encore provoquerait une surdité prématurée. Grâce à la carte établie par le Marine Mammal Working Group interdisant le passage de bateaux dans les aires importantes pour les baleines, l'exposition au bruit serait diminuée en termes de volume, mais pas en termes de temps d'exposition au bruit, puisque les navires sont permis mais ralentis dans certains endroits moins critiques pour les mammifères marins. Le passage plus lent de ces navires augmente le temps d'exposition des bélugas aux perturbations sonores. Les effets du temps d'exposition versus l'amplitude d'exposition restent à être déterminés.

## Perspectives
La concentration de polluants organiques persistants dans le corps des bélugas et autres organismes faisant partie de l'écosystème de l'estuaire du Fleuve Saint-Laurent est projetée à la baisse pour les prochaines années, suivant le taux de dégradation naturel de ce polluant dans l'environnement. Néanmoins, la situation demeure précaire puisque ces produits toxiques sont encore présents en quantité suffisante pour diminuer l'aptitude (fitness) de la population des bélugas du Saint-Laurent, ce qui pourrait amener une spirale d'extinction. Afin de s'assurer d'atteindre l'objectif visé, c'est-à-dire le rétablissement de la population vers des valeurs pré-chasse (8000 baleines blanches), un suivi régulier est nécessaire, même si les perspectives sont prometteuses en considérant l'impact diminué du transport maritime et la diminution des POPs.
En date d'octobre 2018, le Cosepac a établi un programme de rétablissement pour les bélugas vivant dans l'estuaire du Saint-Laurent qui énonce six différents objectifs en vue d'assurer la restauration de la population : « 1) réduire les contaminants, chez le béluga, ses proies et leurs habitats ; 2) réduire le dérangement anthropique ; 3) assurer au béluga des ressources alimentaires accessibles et adéquates; 4) atténuer les effets des autres menaces sur le rétablissement de cette population; 5) protéger l’habitat du béluga sur toute son aire de répartition et 6) assurer un suivi régulier de la population de bélugas de l’estuaire du Saint-Laurent. ». Le Cosepac espère rétablir cette population fragile dans un avenir rapproché en suivant ces lignes directrices.

Printemps
Été
Automne
Hiver